# 茲韋羅博伊群島

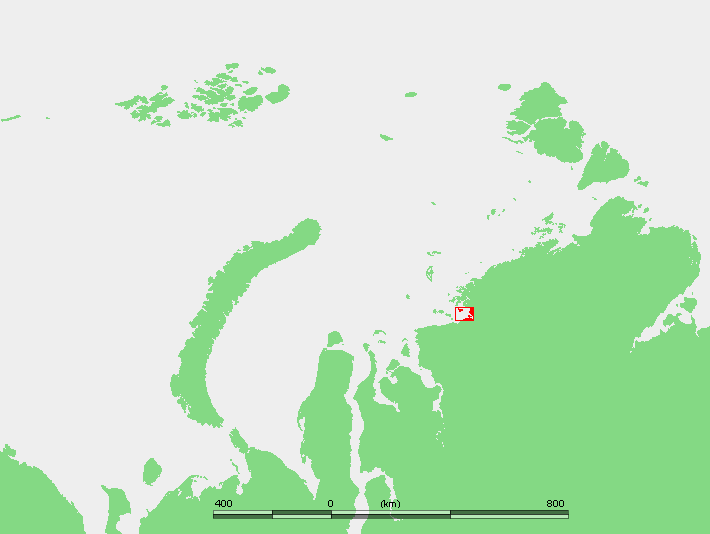

茲韋羅博伊群島是俄羅斯的群島，由9個島嶼組成，位於迪克森島東北的喀拉海皮亞西納灣，行政方面由克拉斯諾亞爾斯克邊疆區負責管轄，受北極氣候影響，島上無人居住。
74°16′N 85°32′E / 74.267°N 85.533°E